# Викторијано Уерта
Хосе Викторијано Уерта Ортега (шп. José Victoriano Huerta Ortega; Колотљан, 22. децембар 1850 — Ел Пасо, 13. јануар 1916) био је мексички председник и диктатор.

## Биографија
Рођен је 1850. године у држави Халиско. У 17. години пријавио се у војску, исказао се на бојном пољу и уписао се на војну академију у граду Хапултепек.
Када је Франсиско Мадеро дошао на власт, заклео му се на верност и добио чин генерала. Но, истовремено је ковао уроту како срушити председника који је заменио диктатора Порфирија Дијаза. Ухапсио је Мадера и дао га стрељати. Преузео је функцију председника, али је увео војну диктатуру која није била по вољи влади САД. Након окупације града Веракруз и устанка који су повели Панчо Виља, Емилијано Запата и Алваро Обрегон, Уерта је морао да ступи с функције председника.
Отишао је у егзил, прво на Јамајку, потом у Енглеску, па Шпанију и САД, где је стављен је у кућни притвор. Умро је од тровања алкохолом у 65. години.